# Liste du patrimoine mondial en Afrique du Sud
Cette liste recense les sites inscrits au patrimoine mondial en Afrique du Sud.

## Statistiques
L'Afrique du Sud ratifie la Convention pour la protection du patrimoine mondial, culturel et naturel le 10 juillet 1997. Les premiers sites protégés sont inscrits en 1999. Le pays connaît trois mandats au Comité du patrimoine mondial : 1999-2005, 2009-2013 et 2019-2023.
En 2024, l'Afrique du Sud compte douze sites inscrits au patrimoine mondial, sept culturels, quatre naturels et un mixte.

## Listes

### Patrimoine mondial
Les sites suivants sont inscrits au patrimoine mondial :
| Id.  | Site                                                                                                 | Province                                         | Année                    | Superficie (ha) | Critères et notes | Coordonnées | Illus. |
| ---- | --- | ------------------------------------------------ | ------------------------ | --------------- | --- | --- | ------ |
| 1007 | Aires protégées de la région florale du Cap                                                          | Cap-Occidental, Cap-Oriental                     | 2004 2015 (extension)    | 1 094 742       | Naturel, (ix), (x) Comprend 13 aires protégées : - Réserve naturelle du Cederberg - Zone sauvage de Groot Winterhoek (en) - Parc national de la montagne de la Table - Complexe des monts Boland - Complexe de Hex River (en) - Réserve naturelle de Riviersonderend - Complexe des Aiguilles - Réserve naturelle de De Hoop (en) - Complexe du Langeberg - Complexe de Garden Route - Réserve naturelle d'Anysberg (en) - Complexe du Swartberg - Complexe de Baviaanskloof Mega Reserve32° 20′ 16″ sud, 19° 05′ 00″ est                | 33° 01′ 48″ sud, 19° 06′ 17″ est 33° 58′ 16″ sud, 18° 25′ 30″ est 34° 23′ 05″ sud, 19° 16′ 30″ est 33° 25′ 00″ sud, 19° 30′ 00″ est 33° 59′ 16″ sud, 19° 28′ 24″ est 34° 48′ 57″ sud, 20° 01′ 00″ est 34° 25′ 20″ sud, 20° 32′ 44″ est 33° 39′ 27″ sud, 20° 10′ 04″ est 33° 50′ 03″ sud, 23° 27′ 14″ est 33° 27′ 49″ sud, 20° 35′ 19″ est 33° 22′ 00″ sud, 22° 21′ 15″ est 33° 30′ 00″ sud, 24° 08′ 00″ est |        |
| 1162 | Dôme de Vredefort                                                                                    | État libre, Nord-Ouest                           | 2005                     | 30 111          | Naturel, (viii) Comprend 4 sections : - la zone principale du dôme (30 108 ha) - le site stromatolite/plan de faille basal (1 ha) - le site des brèches en « tablettes de chocolat » (1 ha) - le site des pseudotachylites (1 ha) | 26° 52′ sud, 27° 16′ est 26° 46′ 25″ sud, 27° 16′ 12″ est 26° 55′ 12″ sud, 27° 08′ 00″ est 26° 53′ 46″ sud, 27° 24′ 30″ est |        |
| 1676 | Droits de l'homme, libération et réconciliation : les sites de mémoire de Nelson Mandela             | Cap-Oriental, État libre, Gauteng, KwaZulu-Natal | 2024                     | 42,04           | Culturel, (vi) Comprend 14 sites : - Union Buildings - Walter Sisulu Square (en) - Site du massacre de Sharpeville : poste de police - Site du massacre de Sharpeville - jardin du souvenir de Sharpeville - Tombes de Sharpeville, site A - Tombes de Sharpeville, site B - Liliesleaf (en) - 16 juin 1976 : les rues d'Orlando ouest - Constitution Hill (en) - Ohlange (en) - Université de Fort Hare - Université de Fort Hare : maison de Z. K. Matthews (en) - Église wesleyenne de Waaihoek (en) - La grande place de Mqhekezweni | 25° 44′ 26,49″ sud, 28° 12′ 42,45″ est |        |
| 1723 | L'émergence du comportement humain moderne : les sites d'occupation du Pléistocène en Afrique du Sud | Cap-Occidental, KwaZulu-Natal                    | 2024                     | 57,4            | Culturel, (iii), (iv), (v) Comprend 3 sites : - Abri sous-roche de Diepkloof - Complexe de Pinnacle Point - Grotte de Sibudu | 32° 23′ 11″ sud, 18° 27′ 09″ est |        |
| 1575 | Montagnes de Barberton Makhonjwa                                                                     | Mpumalanga                                       | 2018                     | 113,137         | Naturel, (viii) | 25° 58′ 09″ sud, 31° 00′ 50″ est |        |
| 914  | Parc de la zone humide d'iSimangaliso – Parc national de Maputo                                      | KwaZulu-Natal                                    | 1999                     | 239 566         | Naturel, (vii), (ix), (x) Site transfrontalier commun avec le Mozambique. Inscrit en 1999, le bien est étendu en 2025 au parc national de Maputo, au Mozambique. | 27° 50′ 20″ sud, 32° 33′ 00″ est |        |
| 985  | Parc Maloti-Drakensberg (en)                                                                         | KwaZulu-Natal                                    | 2000                     | 242 813         | Mixte, (i), (iii), (vii), (x) Site transfrontalier commun avec le Lesotho, composé de l'uKhahlamba / parc du Drakensberg (Afrique du Sud) et du parc national de Sehlathebe (Lesotho). La partie sud-africaine est inscrite en 2000 ; l'extension lésothienne est inscrite en 2013. | 31° 46′ sud, 29° 32′ est |        |
| 1099 | Paysage culturel de Mapungubwe                                                                       | Limpopo                                          | 2003 2014 (modification) | 28 169          | Culturel, (ii), (iii), (iv), (v) | 22° 11′ 35″ sud, 29° 14′ 20″ est |        |
| 1545 | Paysage culturel des ǂKhomani                                                                        | Cap-Nord                                         | 2017                     | 959 100         | Culturel, (iii), (iv), (v), (vi) | 25° 41′ 15″ sud, 20° 22′ 29″ est |        |
| 1265 | Paysage culturel et botanique du Richtersveld                                                        | Cap-Nord                                         | 2007                     | 160 000         | Culturel, (iv), (v) | 28° 36′ 00″ sud, 17° 12′ 14″ est |        |
| 916  | Robben Island                                                                                        | Cap-Occidental                                   | 1999                     | 475             | Culturel, (iii), (vi) | 33° 48′ 00″ sud, 18° 22′ 01″ est |        |
| 915  | Sites des hominidés fossiles d'Afrique du Sud                                                        | Gauteng, Limpopo, Nord-Ouest                     | 1999 2005 (extension)    | 27 379          | Culturel, (iii), (vi) Les sites comprennent trois sections distinctes : - Sterkfontein, Swartkrans, Kromdraai et environs (inscription initiale en 1999) ; - vallée de Makapansgat (extension en 2005) ; - site fossile du crâne de Taung (extension en 2005). Le site est initialement nommé « Sites des hominidés fossiles de Sterkfontein, Swartkrans, Kromdraai et les environs » ; il prend son nom actuel en 2013. | 22° 55′ 45″ sud, 27° 47′ 20″ est 24° 09′ 31″ sud, 29° 10′ 37″ est 27° 37′ 10″ sud, 24° 37′ 59″ est |        |

### Liste indicative

#### Anciens sites
Les sites suivants ont été inscrits sur la liste indicative du pays avant d'en être retirés.
| Site                                  | Province | Type                            | Date        | Lien | Notes | Coordonnées | Illus. |
| ------------------------------------- | --- | ------------------------------- | ----------- | ---- | --- | --- | ------ |
| Zones protégées du karoo succulent    | Cap-Nord, Cap-Occidental                                                                                    | Naturel (ix), (x)               | 2009 - 2022 | 5458 | Inscrit sous le nom « Succulent Karoo Protected Areas », le site proposé aurait été transfrontalier avec la Namibie. Son équivalent namibien subsiste sur la liste indicative de ce pays. | 32° 15′ sud, 19° 45′ est |        |
| Route patrimoniale de la Libération   | Cap-Nord, Cap-Occidental, Cap-Oriental, État libre, Gauteng, KwaZulu-Natal, Limpopo, Mpumalanga, Nord-Ouest | Culturel (ii), (iii), (vi)      | 2009 - 2022 | 5459 | Inscrit sous le nom « Liberation Heritage Route », le site comprennait 13 lieux liés à la lutte contre l'apartheid : - Robben Island - Université de Fort Hare - Walter Sisulu Square (en) - Sites liés à Nelson Mandela (Qunu, Mandela House) - Maison de Robert Sobukwe - Maison de Steve Bantu Biko et clinique de Zanempilo (en) - Constitution Hill - Musée Luthuli - Mémorial Hector Pieterson - Sharpeville - Maison de Sol Plaatje - Liliesleaf Farm (en) - Cimetière Avalon (en) Robben Island est inscrite au patrimoine mondial depuis 1999 ; un site sériel similaire est soumis à la liste indicative en 2015, sans que celui soumis en 2009 ne soit modifié ou retiré. | 33° 57′ 00″ sud, 18° 21′ 50″ est 32° 47′ 14″ sud, 26° 50′ 57″ est 26° 16′ 39″ sud, 27° 53′ 20″ est 31° 51′ 19″ sud, 28° 37′ 00″ est 26° 14′ 36″ sud, 27° 54′ 31″ est 32° 53′ 42″ sud, 27° 23′ 10″ est 32° 48′ 43″ sud, 27° 24′ 58″ est 26° 11′ 19″ sud, 28° 02′ 34″ est 29° 23′ 23″ sud, 31° 14′ 42″ est 26° 14′ 05″ sud, 27° 54′ 31″ est 26° 45′ 42″ sud, 27° 53′ 10″ est 26° 02′ 38″ sud, 28° 03′ 13″ est 26° 16′ 35″ sud, 27° 51′ 04″ est |        |
| Premières fermes des vignobles du Cap | Cap-Occidental                                                                                              | Culturel (ii), (iii), (iv), (v) | 2015 - 2022 | 6049 | Inscrit sous le nom « Early Farmsteads of the Cape Winelands » | 34° 02′ 07″ sud, 18° 25′ 08″ est |        |